# Entalina
Entalininae là một phân họ của ngành thân mềm sống ở biển của họ Entalinidae. Phân họ này chứa một chi duy nhất Entalina.

## Các loài
- Loài Entalina adenensis Ludbrook, 1954
- Loài Entalina dorsicostata Lamprell & Healy, 1998
- Loài Entalina inaequisculpta Ludbrook, 1954
- Loài Entalina mirifica (E. A. Smith, 1895)
- Loài Entalina platamodes (R. B. Watson, 1879)
- Loài Entalina subterlineata (Tomlin, 1931)
- Loài Entalina tetragona (Brocchi, 1814)

- Loài Entalina cornucopiae Boissevain, 1906: được chấp nhận như Megaentalina cornucopiae (Boissevain, 1906) (sự kết hợp ban đầu)
- Loài Entalina mediocarinata Boissevain, 1906: được chấp nhận như Megaentalina mediocarinata (Boissevain, 1906) (sự kết hợp ban đầu)
- Loài Entalina quadrata Henderson, 1920: được chấp nhận như Entalina platamodes (R. B. Watson, 1879)
- Loài Entalina quinquangularis (Forbes, 1843) = Entalina tetragona (Brocchi, 1814) (danh pháp đồng nghĩa)
- Loài Entalina viallii Caprotti, 1962 = Entalina tetragona (Brocchi, 1814) (danh pháp đồng nghĩa)